# Леонов, Борис Андреевич
Бори́с Андре́евич Лео́нов (род. 18 сентября 1935, Одесса) — советский и российский писатель, литературовед, доктор филологических наук, профессор.  Заслуженный работник культуры РСФСР.

## Биография

#### Семья
Дочь — Виктория Борисовна Данильченко — российский адвокат, с 1992 года в составе Московской городской коллегии адвокатов, председатель Коллегии адвокатов Павла Астахова.

#### Образование
Окончил историко-филологический факультет Московского педагогического института им. В. П. Потёмкина (МГПИ Потёмкина) в 1958 году.
В 1964 г. защитил кандидатскую диссертацию «Лирика Я. П. Полонского».
В 1985 г. защитил докторскую диссертацию «Героизм, патриотизм, народность русской советской литературы».
Профессор с 1988 г.

#### Трудовая деятельность
Работал в МГУ (1960-66), ВГИКе (1966-69), Литинституте (1969-72), зам. Главного редактора журнала «Молодая Гвардия» (1972-79), зав. кафедры современной литературы Московского заочного педагогического института (1979-81), главным редактором издательства «Радуга» (1982—1984), первым зам. гл. редактора журнала «Огонек» (1984-86); преподавал в МГПИ с 1988. Зам. Гл. редактора газеты «Труд». Художественный руководитель студии писателей баталистов и маринистов Федеральной службы пограничных войск (1995).
Ныне работает профессором Кафедры новейшей русской литературы в Литературном институте им. А. М. Горького.

## Награды и звания
- Орден Дружбы народов (1984)
- Заслуженный работник культуры РСФСР
- Член Союза Писателей России (1974).
- Был членом ревизионной комиссии СП РСФСР (1985-91) и Центральной Ревизионной комиссии СП СССР (1986-91), председателем по лит. наследию И. Вольнова (1986).
- Лауреат Всероссийской литературной премии им А. А. Фадеева (1983), всероссийской литературной премии им. С. А. Есенина, всероссийской литературной премии «Золотой венец границ».
- Благодарность Министра культуры и массовых коммуникаций Российской Федерации (27 июля 2005 года) — за большой вклад в развитие отечественного литературоведения[3].

## Творчество
Автор книг:
- «Вопросы стиля и жанра в лирике». М., 1964;
- «Поэзия судьбы народной. Очерк творчества Д. Кугультинова». Элиста, 1970;
- «Биография подвига». М., 1974;
- «На ракетной стартовой». М., 1974;
- «Эпос героизма». М., 1975;
- «Преемственность». М., 1975;
- «Мир социальной новизны». М., 1975;
- «На солнечной стороне планеты. Очерк творчества В.Кожевникова». М., 1976;
- «Иду к людям. Повесть». М., 1976;
- «Главный объект. Очерк творчества И.Стаднюка». М., 1978;
- «Зов жизни». Очерк творчества А.Иванова. М., 1979;
- «Всеволод Кочетов. Очерк творчества». М., 1981;
- «Наби Хазри. Лит. портрет». Баку, 1981;
- «Духовный арсенал народа». М., 1982;
- «Героизм, патриотизм, народность». М., Московский рабочий, 1984;
- «Героика труда в русской советской литературе. Книга для учителя». М., Просвещение, 1984;
- Твои полигоны мужества. М., «Детская литература», 1985;
- Вадим Кожевников. Очерк жизни и творчества. М., «ХЛ», 1985;
- Утверждение. Героико-патриотическая тема в русской и советской литературе. М., «ХЛ», 1988.
- «На полях отечественной периодики» (2001),
- «Эпос победы» (2005),
- «Русская проза второй половины XX века о Великой Отечественной войне» (2006)